# Pedoptila nemopteridia
Pedoptila nemopteridia is een vlinder uit de familie Himantopteridae. De wetenschappelijke naam van deze soort is voor het eerst geldig gepubliceerd in 1885 door Butler.
De soort komt voor in tropisch Afrika.